# 엘 호텔 델 로스 세크레토스
《엘 호텔 델 로스 세크레토스》(스페인어: El hotel de los secretos)은 2016년 방영된 멕시코의 텔레노벨라이다.